# (19166) 1991 EY1
(19166) 1991 EY1 là một tiểu hành tinh vành đai chính. Nó được phát hiện bởi Henri Debehogne ở Đài thiên văn La Silla ở Chile ngày 7 tháng 3 năm 1991.